# Alojz Kerštajn
Alojz Kerštajn (* 25. März 1947 in Jesenice; † 1999) war ein jugoslawischer Skilangläufer.
Kerštajn kam bei seiner einzigen Teilnahme an Olympischen Winterspielen im Februar 1968 in Grenoble auf den 44. Platz über 30 km, auf den 40. Rang über 15 km und den 35. Platz über 50 km. Bei den Weltmeisterschaften 1970 in Štrbské Pleso kam er auf den 60. Platz über 15 km, auf den 52. Rang über 30 km und auf den 16. Platz mit der Staffel. Sein Sohn Robert Kerštajn war ebenfalls als Skilangläufer aktiv.